# Lepidochrysops solwezii
Lepidochrysops solwezii är en fjärilsart som beskrevs av Bethune-Baker 1922. Lepidochrysops solwezii ingår i släktet Lepidochrysops och familjen juvelvingar. Inga underarter finns listade i Catalogue of Life.